# Stadio Olimpico di El Menzah
Lo stadio Olimpico di El Menzah (in francese Stade olympique d'El Menzah; in arabo الملعب الأولمبي المنزه‎?) è un impianto sportivo polivalente sito nel quartiere di El Menzah a Tunisi, in Tunisia.
Ha una capacità massima di 45 000 spettatori ed è solitamente utilizzato dalle squadre calcistiche del Club Africain e dell'Espérance Sportive de Tunis.

## Storia
Progettato dall'architetto Olivier-Clément Cacoub, venne edificato in occasione dei V Giochi del Mediterraneo disputati a Tunisi nel 1967, assieme ad altri impianti sportivi, come la piscina e la palestra, facenti parte della cittadella olimpica.
Venne ristrutturato in occasione della Coppa d'Africa 1994, di cui ospitò 4 partite della fase a gironi, 2 quarti di finale, la finale per il 3º posto e la finalissima. Ospitò poi 4 partite della fase a gironi e un quarto di finale della Coppa d'Africa 2004.

## Altri utilizzi
Michael Jackson ha tenuto in questo stadio un concerto dell'HIStory World Tour il 7 ottobre 1996: si tratta dell'unico concerto di Jackson nel mondo arabo. Il cantante aveva pianificato altre date nel mondo arabo prima del concerto in Tunisia: il 27 e 29 settembre avrebbe dovuto esibirsi in Marocco e il 2 ottobre al Cairo, ma i concerti non si tennero mai, per il divieto delle autorità marocchine e per problemi di sicurezza al Cairo. Le tre date arabe furono sostituite dai tre concerti svoltisi all'Amsterdam Arena.